# Pflegesachleistung
Die Pflegesachleistung ist eine Leistung der Pflegeversicherung in Deutschland nach § 36 Elftes Buch Sozialgesetzbuch. Sie umfasst häusliche Pflege, die von professionellen Pflegekräften in Form von Grundpflege und hauswirtschaftlicher Versorgung erbracht wird. Behandlungspflege gehört nicht zur Pflegesachleistung.
Der Begriff Sachleistung ist im Sinne einer Naturalleistung (Pflege) gemeint: Der Versicherte erhält die verordnete Leistung durch einen ambulanten Pflegedienst oder eine Einzelpflegekraft, die mittels eines Versorgungsvertrags von der Pflegekasse dafür zugelassen sein muss. Der Umfang der Pflegesachleistung ist dadurch begrenzt, dass die Pflegekassen als Träger der Pflegeversicherung die Leistungen nur bis zu bestimmten monatlichen Höchstbeträgen finanzieren, die sich nach dem Maß der Pflegebedürftigkeit (Pflegegrad) richten.
Anstelle der Pflegesachleistung kann der Versicherte auch Pflegegeld beanspruchen oder die Mischform Kombinationsleistung wählen.

## Anspruchsvoraussetzungen
Voraussetzung für den Anspruch auf die Pflegesachleistung ist eine Pflegebedürftigkeit ab Pflegegrad 2.
Weitere Voraussetzung ist, dass der Pflegeempfänger in häuslicher Umgebung ambulant gepflegt wird. Das kann im eigenen Haushalt sein, aber auch im Haushalt von Angehörigen, im Betreuten Wohnen, in Altenwohnheimen oder Wohnheimen für Behinderte. Keine Pflegesachleistung erhalten dagegen Pflegebedürftige, die vollstationär (in einem Altenheim) untergebracht sind (siehe vollstationäre Pflege).

## Höhe der Pflegesachleistung
Mit dem ab dem 1. Januar 2017 in Kraft getretenen Pflegestärkungsgesetz 2 wurden die Pflegestufen durch Pflegegrade ersetzt. Ausgerichtet am jeweiligen Pflegegrad können Pflegesachleistungen bis zu dem nachfolgend tabellarisch aufgeführten kalendermonatlichen Höchstwert beansprucht werden (Stand Juli 2022):
|                       | Pflegegrad 1 | Pflegegrad 2 | Pflegegrad 3 | Pflegegrad 4 | Pflegegrad 5 |
| --------------------- | ------------ | ------------ | ------------ | ------------ | ------------ |
| Sachleistung ambulant | 0 €          | 724,00 €     | 1.363,00 €   | 1.693,00 €   | 2.095,00 €   |

## Leistungskomplexe
Die pflegerische Versorgung wird von ambulanten Pflegediensten oder Einzelpflegekräften – den sogenannten Leistungserbringern – übernommen, die mit dem entsprechenden Landesverband der Pflegeversicherung einen Versorgungsvertrag abgeschlossen haben. Daran beteiligt sind der Medizinische Dienst sowie der Verband der privaten Krankenversicherung e. V. Sie schließen auf Landesebene mit den Vereinigungen der Träger der ambulanten oder stationären Pflegeeinrichtungen im Land gemeinsam und einheitlich nach § 75 SGB XI Rahmenverträge. Jeder Leistungserbringer muss sicherstellen, dass er die geforderten Leistungen selbst oder mit geeignetem Personal wirksam und wirtschaftlich erbringen kann. Die Qualität der Leistungserbringung kann vom Medizinischen Dienst überprüft werden.
Der Höhe der Vergütungen für die ambulanten Pflegeleistungen richtet sich nach einer zwischen den Landesverbänden der Pflegeversicherung und den Leistungserbringern geschlossenen Vergütungsvereinbarung (§ 89 SGB XI), was zu großen regionalen Unterschieden führt. Die einzelnen pflegerischen Tätigkeiten werden darin verschiedenen Leistungskomplexen zugeordnet. Die Leistungskomplexe fassen solche Verrichtungen zusammen, die nach pflegefachlichen Erkenntnissen in einer Pflegesituation anfallen. Der Pflegebedürftige kann aus den Leistungskomplexen diejenigen auswählen, die seinem Hilfebedarf entsprechen und von dem Pflegedienst erbracht werden sollen.

### Beispiele für Leistungskomplexe
Grundpflege:
- Große Pflege/Vollbad – Ganzkörperwaschung am Waschbecken/im Bett, Duschen oder Baden
- Kleine Pflege – Teilwaschung
- Transfer/An- und Auskleiden – Umsetzen vom Bett/ins Bett
- An- und Ausziehen (evtl. bei Ganz-/Teilwaschung eingeschlossen)
- Hilfe bei Ausscheidungen – Harn- und Stuhlinkontinenzversorgung, inkl. Katheterpflege
- Einfache Hilfe bei Ausscheidungen – Begleitung beim Toilettengang, einfache Inkontinenzversorgung
- Spezielles Lagern
- Mobilisation – umfasst auch die Bewegung einzelner Gliedmaßen (Prophylaxen)
- Einfache Hilfe bei der Nahrungsaufnahme – bspw. Tisch decken, Getränke bereitstellen, Abräumen
- Umfangreiche Hilfe bei der Nahrungsaufnahme
- Verabreichen von Sondennahrung
- Hilfe bei Verlassen/Aufsuchen der Wohnung

Hauswirtschaftliche Versorgung:
- Einkäufe und Besorgungen (je angefangene ¼ h)
- Waschen, Bügeln
- Reinigung der Wohnung (Unterhalts- ggf. Grundreinigung), Müllentsorgung
- vollständiges Ab- und Beziehen des Bettes
- Beheizen der Wohnung
- Zubereiten einer einfachen (kalten) Mahlzeit
- Zubereiten einer warmen Mahlzeit